# Septímio Severo
Lúcio Septímio Severo (português europeu) ou Lúcio Sétimo Severo (português brasileiro) (em latim: Lucius Septimius Severus Pertinax; Léptis Magna, 11 de abril de 146 - Eboraco, 4 de fevereiro de 211) foi imperador romano de 193 a 211. Foi o primeiro cidadão oriundo de província, sem ascendentes romanos, a atingir o trono. Quando morreu foi proclamado Divus pelo senado.
De ascendência púnica e berbere, Severo conseguiu situar-se na sociedade romana e até mesmo ter uma próspera carreira política e chegou a ser governador da Panônia. Após a morte do imperador Pertinax, os pretorianos venderam o trono do império a Dídio Juliano, um rico e influente senador. Contudo, desde o começo do seu reinado Juliano teve de enfrentar uma férrea oposição procedente do povo e o do exército.
Aproveitando a debilidade do novo imperador, uma série de governadores de província entre os que se encontrava o próprio Severo, rebelaram-se. Com o fim de antecipar-se em relação a seus rivais na sucessão, Severo marchou contra Roma e depôs Juliano, que veio a ser executado por ordem do senado.
Após uns anos de guerras civis nos quais teve de enfrentar com Pescênio Níger em Síria e a Clódio Albino na Gália, Severo conseguiu consolidar o seu poder e fundar uma dinastia que perpetuariam os seus filhos, Geta e Caracala. Apesar de Geta ser assassinado pouco depois da morte do seu pai pelo seu irmão maior.
Militarmente, o seu reinado caracterizou-se pela bem-sucedida guerra que efetuou contra o Império Parta, consequência da qual a Mesopotâmia voltou a cair sob controle romano. Nesta campanha, os seus soldados saquearam a cidade de Ctesifonte e venderam os sobreviventes como escravos. Ao seu regresso a Roma, foi erigido um Arco do Triunfo a fim de comemorar esta vitória. Nos seus últimos anos teve de defender as fronteiras dos ataques dos bárbaros, que punham em perigo a integridade territorial do império. Especialmente duros foram os levantamentos na Britânia, pelo qual Severo mandou reforçar o Muro de Adriano.
As suas relações com o senado nunca foram boas, pois tornara-se impopular entre os senadores ao demarcar o seu poder com apoio do exército. Ordenou executar dúzias de senadores sob acusações de corrupção e conspiração, e substituiu-os por homens fiéis à sua causa. Dissolveu a guarda pretoriana e substituiu-a pela sua própria guarda pessoal a fim de se assegurar um total controle político e a sua própria segurança. Durante o seu reinado acamparam nas imediações da capital imperial cerca de 50 000 soldados. Embora sua ânsia de poder tornasse Roma numa ditadura militar, Septímio Severo foi muito popular entre a população devido ao fato de ter restabelecido o moral após os anos decadentes do governo de Cómodo e a conseguir conter a corrupção.

## Biografia

### Origens ecursus honorum

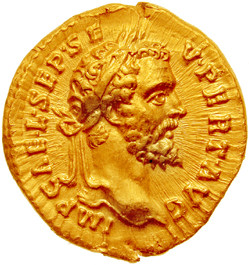
Áureo de Septímio Severo

Severo era de origem berbere e púnico através do seu pai, Geta, que obteve a cidadania romana no século I. A sua mãe Fúlvia Pia descendia de uma família no que se combinavam, através de uma série de matrimônios, itálicos com habitantes do Norte da África. Ambos os ramos familiares estavam compostos por notáveis; o seu avô servira como prefeito de Léptis Magna antes que Tibério convertesse a cidade numa colônia governada por um duúnviro. Severo nasceu em Léptis Magna, onde mais tarde, quando se tornou imperador, ele construiu um palácio, como memorial da sua boa sorte.
Contraiu matrimônio com Júlia Domna, uma mulher árabe da Síria. Dona era filha de Júlio Basiano, sumo sacerdote do Templo do Sol de Emèse. Fruto deste matrimônio nasceram duas crianças, Geta e Caracala.
O historiador Dião Cássio descreve-o como um homem de baixa estatura, delgado, corpulento e taciturno.  Porém, a sua rápida ascensão política reflete a prosperidade da qual por esta época gozava a província da África Proconsular, e a sua integração no mundo romano.
Graças a um dos seus primos que frequentara a corte imperial, Severo deixou Léptis Magna e foi a Roma com 18 anos de idade. Ali serviu em numerosos postos civis e militares. Foi eleito questor em Roma em 169, degrau necessário para a posterior participação no senado, e serviu como questor provincial na Sardenha (171), região insular da Itália no Mediterrâneo Ocidental, a 200 quilômetros da península Itálica.
Nomeado legado em 173, cargo de emissário ou oficial do estado-maior, do procônsul na África, Gaio Septímio Severo, voltou a Léptis Magna e casou-se (176) com Pácia Marciana, que morreu sem ter filhos, poucos anos depois. Tornou-se pretor (177), comandante de legião na Síria (180-182) e foi nomeado governador da Gália Lugdunense em 184, antiga região da Europa que compreendia a atual França, parte do território belga e oeste da Alemanha. Viúvo, casou-se (187) com Júlia Domna, membro de importante família de sacerdotes de Emesa, na Síria, com a qual teve os filhos Caracala (188) e Geta (189).
Durante o reinado de Cômodo, desempenhou brilhantemente a sua carreira senatorial, e foi destinado durante uma época para a Gália Lugdunense, onde nasceram os seus dois filhos varões.
Graças ao apoio do prefeito da guarda pretoriana, Emílio Laeto, obteve o posto de legado da província da Panônia Superior, na qual lhe foi dado o comando de três legiões para defender a fronteira.

### Luta pelo trono: O ano dos cinco imperadores

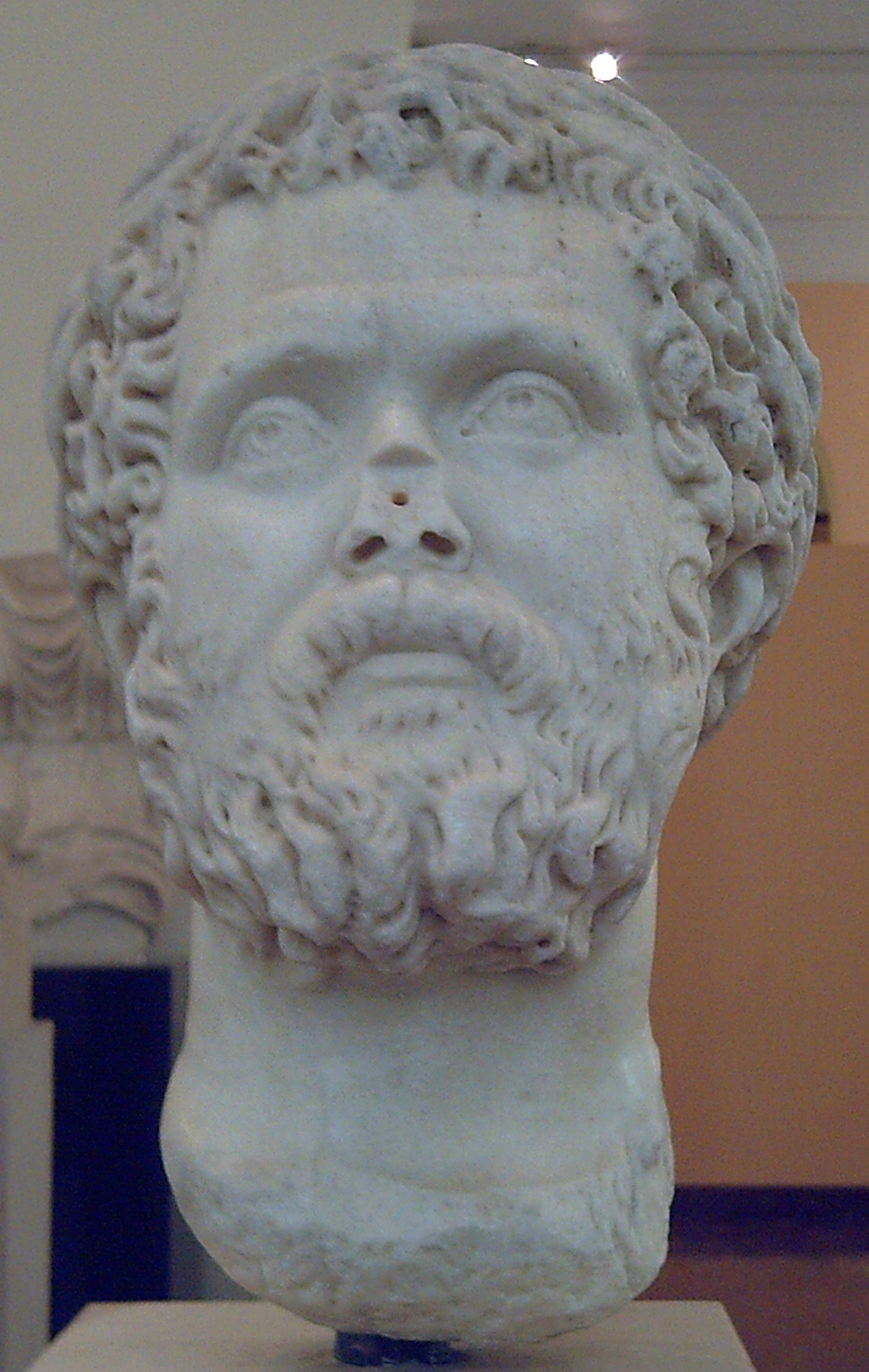
Busto de Severo no Museu Arqueológico Nacional de Espanha, Madrid

A 31 de dezembro de 192, o imperador Cômodo foi declarado inimigo pelo senado e assassinado por um dos seus libertos, Narciso. Pertinax foi eleito pelo senado como novo imperador após ter pago um generoso donativum aos pretorianos.
À sua chegada ao poder, o novo imperador apercebeu-se de que as arcas imperiais estavam vazias. A fim de revitalizar a economia, Pertinax decidiu eliminar despesas supérfluas, para o qual eliminou os pretorianos do poder e impôs uma disciplina mais severa. Três meses depois foi assassinado e sucedido por Dídio Juliano, que adquiriu o trono num leilão dirigido pelos pretorianos no que se impôs ao sogro de Pertinax, Tito Flávio Sulpiciano.
Após os assassinatos de Cômodo (192) e de Pertinax (193), impôs-se pelas armas contra os partidários de Dídio Juliano e foi proclamado imperador por suas tropas, jurando vingar a morte de seu predecessor, chegando até a acrescentar Pertinax ao seu nome.
Para combater Pescênio Níger, que havia sido proclamado imperador pelas legiões do Oriente, marchou para a Itália, encontrando pouca resistência, e, depois que a maioria do senado o apoiou, Dídio Juliano foi morto e os pretorianos que haviam assassinado Pertinax fugiram. Tendo de enfrentar dois candidatos rivais ao trono - Níger no Oriente e Clódio Albino no Ocidente, preferiu enganar temporariamente este último associando-o ao trono, enquanto se dirigia ao Oriente para enfrentar Níger, que foi finalmente derrotado e morto em Antioquia (194), cidade do sul da Anatólia, a atual Antáquia. Puniu severamente as cidades e as províncias desleais - especialmente Antioquia, que perdeu parte do seu território, e Bizâncio, que continuará a resistir mesmo depois da morte de Níger, sendo tomada de assalto e saqueada - e iniciou (195) a invasão da Mesopotâmia, onde subjugou os árabes osroenos, adiabenos e cenitas.
A 1 de junho de 193, o senado condenou Dídio Juliano à morte, aplanando assim o caminho de Severo, que se apresentou em Roma com o seu exército a 9 de junho daquele ano. O assassino de Juliano foi um dos pretorianos que o levaram para o poder. À sua chegada a Roma, Severo convidou a guarda pretoriana a um banquete no seu acampamento. Porém, quando os pretorianos chegaram foram desarmados por uma força de soldados de Severo, que executaram os assassinos de Pertinax. Severo substituiu os pretorianos por soldados originários da Panônia.
Foi então que revoltas surgiram:

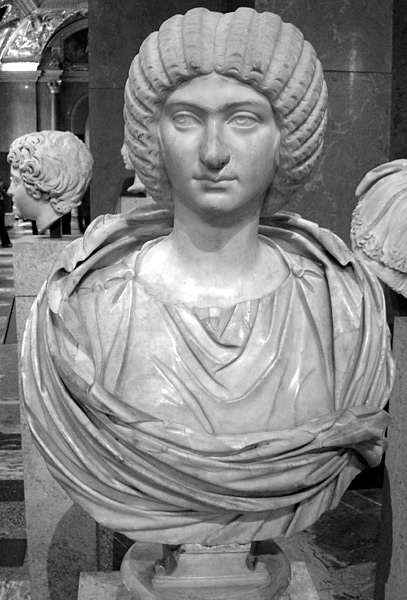
Busto de Júlia Domna,
Museu do Louvre, Paris

- No Oriente Pescênio Níger, governador da província da Síria, recusou aceitar Severo como imperador. O seu próprio exército proclamou-o imperador, e pronto obteve o apoio da província do Egito. Severo marchou imediatamente para leste e esmagou o indisciplinado exército de Níger. A batalha decisiva aconteceu em Isos, na Primavera de 194.
- Na Britânia havia uma ameaça muito mais séria sobre o novo imperador. Clódio Albino era um influente senador de origem africana que relevara o falecido Pertinax no governo da ilha. O seu exército era numeroso e estava muito bem treinado, consequência de anos de guerra contra as tribos escocesas. Severo conciliou-se habilmente com Albino ao oferecer-lhe o título de César e o consulado de 194.

Porém, em 195, após uma campanha contra o Império Parta, Severo proclamou Albino inimigo público. Este último cruzou o Canal da Mancha em 196 à frente de cerca de 40 000 soldados. A decisiva Batalha de Lugduno travou-se um ano depois perto da localidade do mesmo nome. Após a batalha, na qual Severo e as suas legiões resultaram vitoriosos, Albino escapou, suicidando-se pouco depois.
Severo mandou despojar da roupa o corpo do seu inimigo para que fosse pisoteado por um cavalo. A sua cabeça foi enviada para Roma e o seu corpo foi jogado no rio Ródano. A mulher e os filhos de Albino foram assassinados pouco depois de receber a notícia. Outros 29 senadores que o apoiaram foram executados brutalmente.
Tendo consolidado o seu poder, Septímio Severo tomou o nome de Pertinax, proclamou-se filho de Marco Aurélio, e criou uma genealogia fictícia que se remontava a Nerva.

### O seu reinado: aspectos militares
O reinado de Septímio Severo teve um marcado caráter militar, refletido em numerosas medidas tomadas pelo imperador, como a substituição dos pretorianos pelos legionários da Panônia.
Entre 197 e 199, foram travadas com sucesso uma série de campanhas contra o Império Parta que derivaram no estabelecimento da nova província da Mesopotâmia. Após a conquista da cidade de Ctesifonte, em cujo assédio faleceram cerca de 100 000 pessoas, os romanos apoderaram-se dos tesouros dos partas. Severo dedicou os cinco anos posteriores a organizar a administração da nova província, cuja instituição foi vista pelo povo irani como uma usurpação do seu território, sendo motivo de discórdia com o Império.

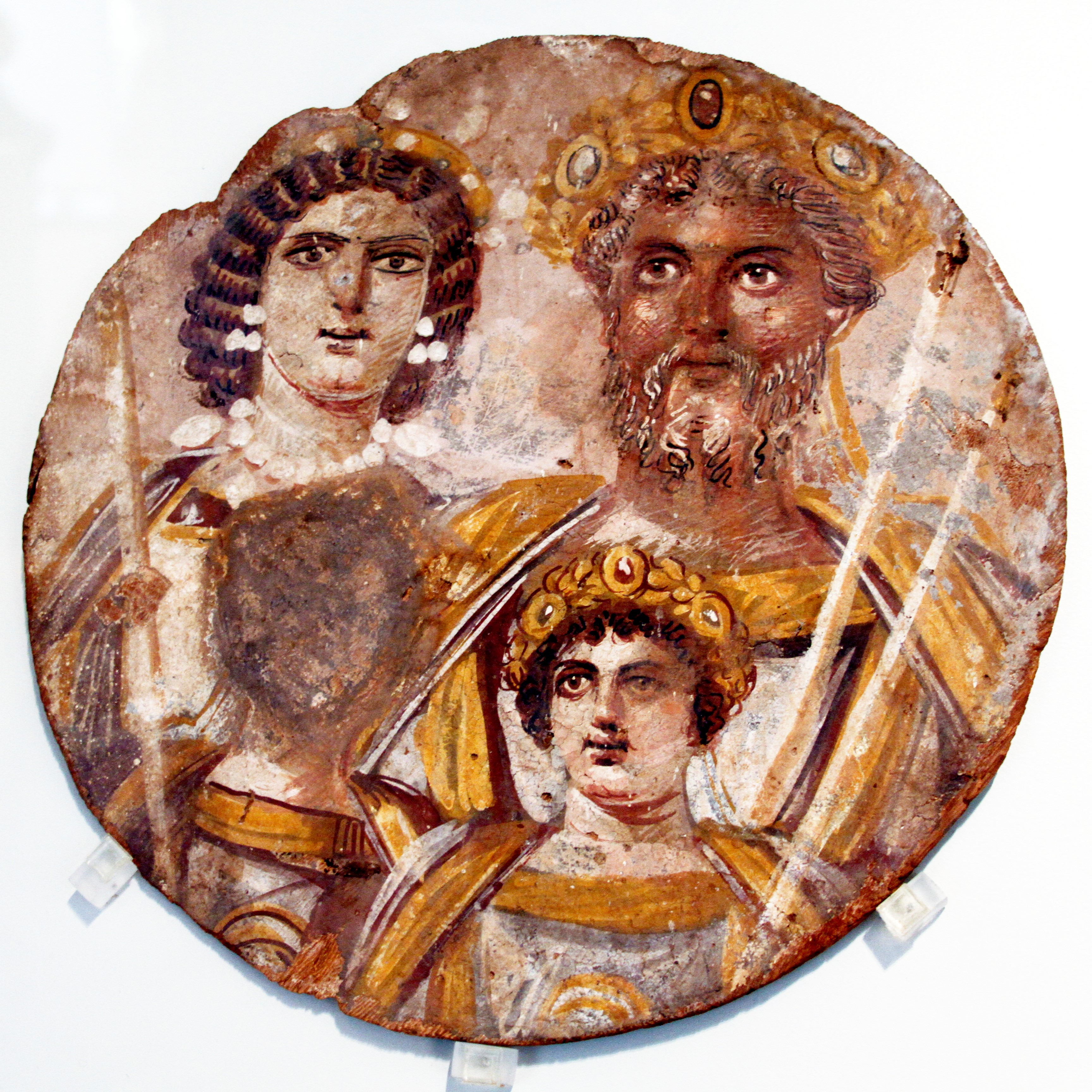
Dinastia severa. O rosto de Geta foi destruído depois do damnatio memoriae decretado pelo seu irmão e assassino Caracala.
têmpera sobre madeira, Museus Estatais de Berlim

Severo conhecia as dificuldades do soldado porque as vivera ele próprio, e por isso pôs em funcionamento uma série de medidas a fim de aumentar a sua qualidade de vida:
- Aumentou consideravelmente o salário dos soldados, o que provocou um desequilíbrio nas finanças e a economia imperiais.
- Melhorou o annone militar organizando-o oficialmente como uma instituição. A compra e manutenção do equipamento e fornecimento era responsabilidade dos soldados, enquanto do transporte era responsável a administração de Septímio Severo.
- Reajustou o estatuto civil dos militares. De fato, até o reinado de Cláudio os soldados não podiam sair do acampamento enquanto duraram os seus anos de serviço. Portanto, exigia-se não terem família por um número determinado de anos, dependendo do corpo ao que pertenciam; assim, os pretorianos durante 15 anos, os legionários durante 20 anos e os auxiliares durante 30 anos. Cláudio reformara o sistema a fim de permitir os soldados saírem do acampamento quando não estivessem de serviço, facilitando-lhes assim fundarem uma família; porém, não tinham direito a casar-se ou reconhecer os seus filhos antes de concluir o seu tempo em filas. Severo permitiu que os militares oficializassem a sua vida conjugal.
- Fundou os colégios militares e criou três novas legiões suplementares, aumentando os efetivos militares do Império em cerca de 10%. Estabeleceu novas honras militares, autorizando aos oficiais portar um anel de ouro, privilégio até então reservado aos cavaleiros.

### O seu reinado: aspectos civis
Embora o caráter militar do imperador fosse inegável, observava-se uma consolidação do poder civil, dirigido através do seu séquito.

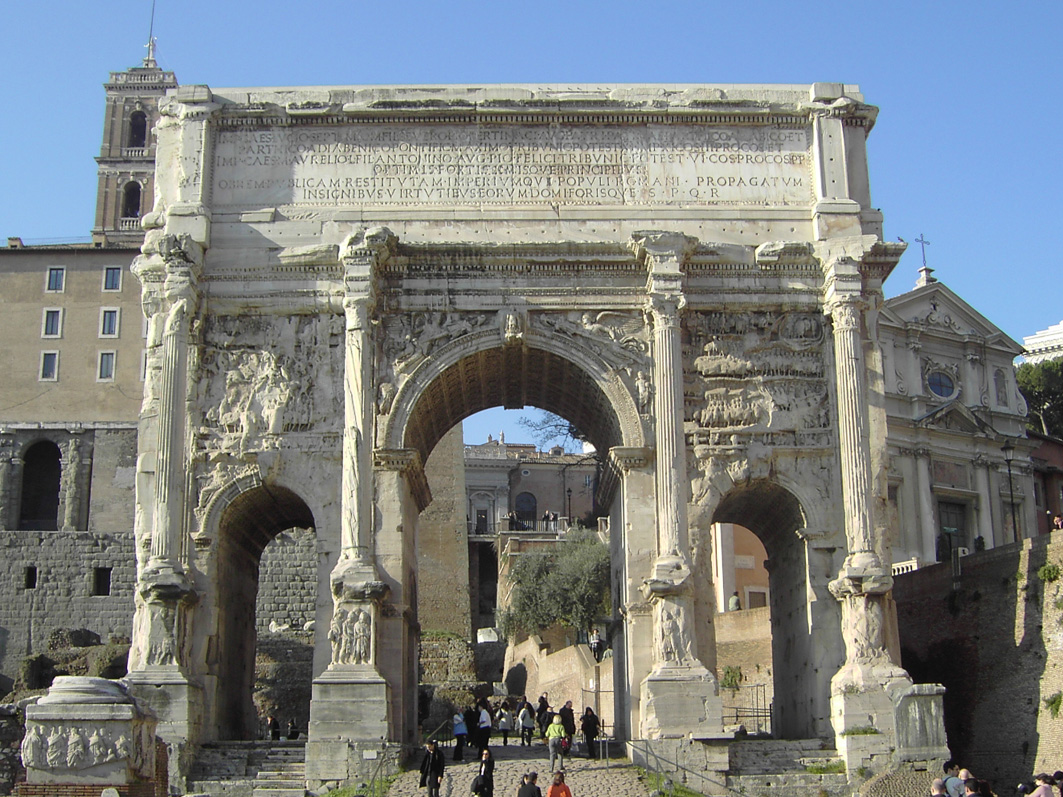
Arco de Septímio Severo, Roma

De fato, o imperador estava rodeado de uma importante corte constituída por italianos, africanos da Tunísia, uns poucos marroquinos, argelinos bem como originários da Síria:
- O imperador rodeou-se de uma série de juristas como Plauciano, prefeito do pretório experiente em matéria judiciária pertencente a uma rica família de Léptis Magna.
- Severo era assistido por advogados como Ulpiano ou Papiniano, expertos também em matéria judiciária. Ulpiano foi prefeito do pretório de Septímio Severo e Papiniano do seu descendente, Alexandre Severo.
- Alguns filósofos como Flávio Filóstrato fizeram parte da corte do imperador, que foi abandonando gradualmente a filosofia estoica, predominante no século III. O estoicismo baseava-se na presença de um deus sobre todas as coisas e na ideia de que o homem deve controlar os seus impulsos. Após o declínio do estoicismo difundira-se o neoplatonismo, uma crença austera mais próxima ao cristianismo.
- As viagens de Severo, realizadas entre 199 e 203, bem como as realizadas a Oriente, resumem a atividade civil do imperador:
  - Na Síria, donde era natural a sua esposa, Severo criou duas novas províncias a fim de aligeirar o trabalho do governador e de evitar um golpe de estado, dividindo o exército estacionado na província em dois.
  - Na África, Severo estabeleceu oficialmente a província da Numídia, visitou o Egito, onde rendeu homenagem ao corpo de Alexandre o Grande e remontou o Nilo até Tebas. Egito foi reorganizado como uma província autônoma, com direito a fundar as suas próprias instituições.

Finalmente, em 203, o imperador regressou para Roma.
Septímio Severo erigiu uma série de importantes construções:
- Em Roma, o imperador embelezou o lado sul do Palatino mediante a construção de uma monumental fonte chamada Septizódio, dedicada aos sete principais astros.[15] Além disso, foi ampliado o palácio imperial e começou a construção das que seriam conhecidas depois como Termas de Caracala. Foram restaurados muitos edifícios danificados pelos incêndios que decorreram no final do reinado de Cômodo, entre os que se encontravam: o Templo da Paz, o Teatro de Pompeu, o Pórtico de Otávio, os Arcos de Nero.
- A sua cidade natal foi dotada com numerosos monumentos: o Fórum de Severo, a Basílica de Severo e instalações portuárias.

Septímio Severo modificou a estrutura da organização governamental do império:
- A direção dos tribunais de apelação foi transferida aos prefeitos do pretório, função antes realizada pelo imperador. Com esta reforma concedeu-se aos prefeitos do pretório um importantíssimo papel na administração civil imperial.
- Foi instituída a distribuição gratuita de azeite de oliva, que se unia à tradicional repartição de trigo para a plebe.

### Morte

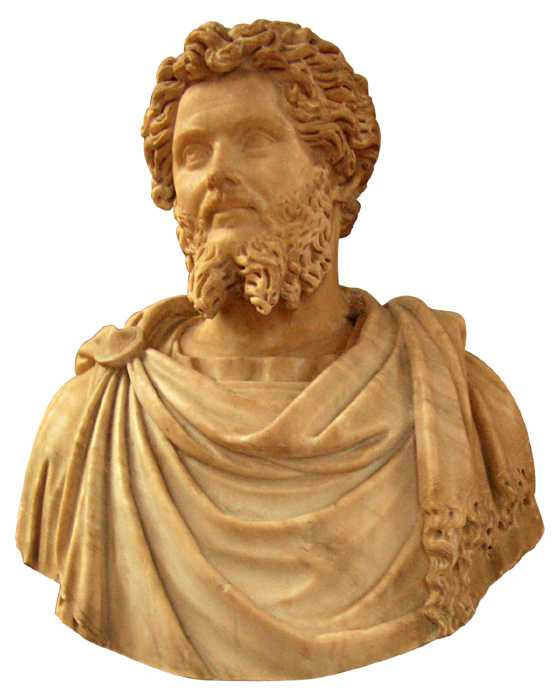
Busto de Severo no Louvre (Paris).

A fim de consolidar a sua sucessão, Severo casou o seu filho Caracala com Fúlvia Plaucila, filha do prefeito do pretório Caio Fúlvio Plauciano. Porém, pronto as relações entre o casal se deterioraram.
Plauciano foi acusado de traição pelos centuriões em 205, subornados provavelmente por Caracala. Severo fê-lo assassinar e Plaucila foi recluída na ilha de Lipari.
Organizou uma expedição para a Britânia (207) para combater os caledônios, levando consigo a esposa e os dois filhos e lá permaneceu até sua morte (211), em York, após realizar com sucesso várias campanhas no norte, com o desejo de expandir o controle de Roma sobre toda a ilha. Ambos os exércitos travaram uma série de batalhas até 209 sem que se produzisse nenhuma vitória decisiva. A fim de assegurar a fronteira norte do Império, Severo reforçou o Muro de Adriano.
Preocupado com a instabilidade mental de Caracala, fez com que Geta (209) se tornasse césar, segundo posto de comando após o imperador. Seu último conselho para os filhos, em seu leito de morte, foi: "Não disputem um com o outro, deem dinheiro aos soldados e desprezem todos os outros".
Muito enfraquecido pela gota, Severo retirou-se para Iorque, onde faleceu a 9 de fevereiro de 211 com 65 anos.
Como governante demonstrou ser um sábio administrador e reformador e mantenedor da obediência às leis, porém devido ao temperamento inconstante, sua capacidade inflexível de trabalho e sua política de expansão das fronteiras do Império transformaram-no numa personagem difícil de avaliar com justiça.

## Mudanças de nome
- 146 — Nasce com o nome de Lúcio Septímio Severo.
- 193 — É nomeado imperador, e o seu nome mudou para Imperator César Lúcio Septímio Severo Pertinax Augusto.
- 195 — Adopta o apelido de Pio; Imperator César Lúcio Septímio Severo Pio.
- 195 — Após a sua vitória sobre a cidade de Adiabene e sobre os povos da Arábia; Imperator César Lúcio Septímio Severo Pio Pertinax Augusto Arábico Adiabénico.
- 198 — Após a sua vitória sobre o Império Parto; Imperator César Lúcio Septímio Severo Pio Pertinax Augusto Arábico Adiabénico Pártico Máximo.
- 209 — Após a sua vitória sobre os caledônios; Imperator César Lúcio Septímio Severo Pio Pertinax Augusto Arábico Adiabénico Pártico Máximo Britânico Máximo.
- 211 — À sua morte recebe o nome de; Imperator Cesar Lúcio Septímio Severo Pio Pertinax Augusto Arábico Adiabénico Pártico Máximo Britânico Máximo, Pontifex Maximus, Tribuniciae Potestatis XIX, Imperator XV, Consul IV, Pater Patriae.

| “ | Pela primeira vez, o Império encontrava-se nas mãos de um provinciano, cidadão romano, mas procedente de uma família berbere de Léptis Magna, na Tripolitana, e que guardava um sólido vínculo com os africanos. (...) A aparição do primeiro imperador africano —sobre o qual se disse que era "a vingança de Aníbal"— inaugurou um período de quarenta anos de grande importância para a ulterior história de Roma. Severo salvou o Império da anarquia, e impôs uma série de reformas políticas, econômicas, militares e sociais à sua chegada ao poder. O seu temperamento pessoal e a influência do seu ambiente orientaram a urbe, as suas instituições e até mesmo a própria cultura imperial. Isto é o que os historiadores alemães chamam "Spätantike", e nós "Império Romano tardio". | ” |